# Spielt Noise Boys
Albums de Stephan Eicher
Les Chansons bleues
(1983)
Spielt Noise Boys est le premier album de Stephan Eicher, paru en 1980. En France, il fut réédité en 2009 avec deux titres supplémentaires.

## Historique
Après l'intervention de policiers dans une salle punk, où il travaillait comme serveur, durant un concert du groupe Starter, Stephan Eicher « emprunte » le matériel instrumental laissé à l'abandon par le groupe. Le jeune homme se retrouve ainsi avec un clavier Roland Promars, un Korg MS20 et une boîte à rythmes CR78 qu’il fait passer dans une pédale de distorsion Big Muff pour avoir le son saturé qu'il souhaite. Il enregistre en septembre 1980 sur un dictaphone en deux jours, seul, après avoir apprivoisé les instruments, en reproduisant quelques chansons du répertoire de son ancien groupe, Noise Boys, et en interprétant une reprise de Sweet Jane, de Lou Reed.
Il porte ensuite le résultat de cette session, qu'il a baptisé Stephan Eicher spielt Noise Boys - littéralement « Stephan Eicher joue Noise Boys » car il y joue le répertoire du groupe Noise Boys -, à deux amis de Zurich, qui ont les moyens de dupliquer des K7, qui tirent vingt-cinq copies pour lui et ses amis. Mais Robert Vogel, un des deux amis, suggère à Eicher de rencontrer son ami Urs Steiger, d'Off Course Records et de lui faire écouter.
Séduit, Steiger lui offre la possibilité de sortir ce qui était des chansons enregistrées dans des conditions totalement improvisées en 45 tours. Deux titres sont sacrifiés sur le pressage original : Hungriges Afrika et One Second Too Late.
Sorti la première semaine de décembre 1980, Stephan Eicher spielt Noise Boys est pressé à 750 exemplaires. Steiger envoie un pressage à François Murner, disc-jockey d'une radio alternative suisse, qui s'éprend et le diffuse.
Étonné, Eicher découvre que le disque se vend plutôt bien et que sa musique peut intéresser du monde.
En 2010, le disque sort en 33 tours et disque compact en France dans un ordre différent du pressage de 1980 et avec ajout des deux titres supprimées à l'origine.

## Titres
| 1. MiniMiniMiniMinijupe (3:05) 2. Ping Pong Lied (1:20) 3. Noise Boys Song (2:15) 4. Sweet Jane (Lou Reed) (2:25) 5. Disco Mania (4:00) | 1. Disco Mania (4:02) 2. MiniMiniMiniMinijupe (3:06) 3. Noise Boys Song (2:17) 4. Hungriges Afrika (2:57) 5. One Second Too Late (1:18) 6. Sweet Jane (Lou Reed) (2:28) 7. Ping Pong Lied (1:21) |